# Lady Eve Balfour
Lady Evelyn Barbara "Eve" Balfour, OBE (16 de julio de 1898-16 de enero de 1990) fue una agricultora británica, educadora, pionera de la agricultura orgánica, y figura fundante del movimiento orgánico. Fue una de las primeras mujeres en estudiar agricultura en una universidad inglesa, graduándose por la institución hoy Universidad de Reading.
Eve, una de los seis hijos de Gerald, Conde de Balfour, y sobrina del primer ministro anterior Arthur Balfour, decidió ser una granjera a la edad de 12.
En 1919, con 21,  utilizó su herencia para comprar New Bells Farm en Haughley Green, Suffolk. En 1939,  lanzó el Haughley Experimento, el primer experimento de largo plazo, de comparación científica entre agricultura orgánica y la convencional química.
En 1943, dirigiendo la casa editorial londinense Faber & Faber publicó su libro, La Tierra Viviente. Reimpresa numerosas veces, siendo un texto fundante del movimiento emergente de comida orgánica y cultivos. El libro sintetizó argumentos existentes a favor de lo orgánico con una descripción de sus planes para el Haughley Experimento.
En 1946, cofundó y devino primera presidenta de la Asociación de Suelos, una organización internacional qué promueve la agricultura sostenible (y la asociación de agricultura orgánica principal en el Reino Unido hoy). Continuó cultivando, escribiendo y dando conferencias por el resto de su vida. En 1958,  embarcó en un año de visitas a Australia y Nueva Zelanda, donde conoció a pioneros de la agricultura orgánica australianos, incluyendo a Henry Shoobridge, presidente de la Asociación de Suelo Viviente de Tasmania, la primera organización afiliada con la Asociación de Tierra.

## Publicaciones
- La Tierra Viviente (1943)
- Tres novelas de detective, con Beryl Hearnden, bajo el seudónimo Hearnden Balfour:[4]

- Un Señor de Texas (1927)
- El Papel Chase (1928)
- El Enterprising Burglar(1928)